# Lichtenštejnsko na Zimních olympijských hrách 1980
Lichtenštejnsko na Zimních olympijských hrách 1980 v Lake Placid reprezentovalo 7 sportovců, z toho 4 muži a 3 ženy. Nejmladším účastníkem byla Petra Wenzelová (18 let, 89 dní), nejstarším pak Hanni Wenzelová (23 let, 71 dní). Reprezentanti vybojovali 4 medaile, z toho 2 zlaté a 2 stříbrné.

## Medailisté
| Medaile | Jméno           | Sport           | Disciplína       |
| ------- | --------------- | --------------- | ---------------- |
| Zlato   | Hanni Wenzelová | Alpské lyžování | ženy obří slalom |
| Zlato   | Hanni Wenzelová | Alpské lyžování | ženy slalom      |
| Stříbro | Andreas Wenzel  | Alpské lyžování | muži obří slalom |
| Stříbro | Hanni Wenzelová | Alpské lyžování | ženy sjezd       |